# Erich Spahn
Erich Spahn (* 17. September 1948 in Dachsen; † 19. Dezember 2009 ebenda) war ein Schweizer Radrennfahrer und nationaler Meister im Radsport.

## Sportliche Laufbahn
Spahn war Strassenradsportler. 1967 stieg er in die Kategorie der Amateure B auf und qualifizierte sich mit einem Sieg an der Rigi-Rundfahrt zum Amateur A.
Als Amateur gewann er 1968 zwei Etappen der Tour of Greece (6. Platz). Im Rennen der UCI-Strassen-Weltmeisterschaften kam er auf den 14. Rang. Bei den UCI-Strassen-Weltmeisterschaften 1968 gewann er im Mannschaftszeitfahren mit Walter Bürki, Robert Thalmann und Bruno Hubschmid die Silbermedaille.
1969 wurde er Berufsfahrer im Radsportteam Zimba-Mondia und blieb bis 1974 als Radprofi aktiv. 1969 siegte er in der Kaistenberg-Rundfahrt und kam im Grossen Preis des Kantons Aargau auf den zweiten Platz hinter Walter Godefroot. 1970 siegte er in der Schellenberg-Rundfahrt. 1971 und 1972 gewann er die Nordwestschweizer Rundfahrt. 
1974 siegte er im Grand Prix Genf. Bei seinen gelegentlichen Abstechern zum Bahnradsport gewann er 1974 die Schweizer Meisterschaft im Omnium. 1970 siegte er mit Fritz Pfenninger und Peter Post als Partner im Zürcher Sechstagerennen. Zweimal war er im Giro d’Italia am Start. 1974 wurde er 61., 1972 schied er aus. In den Rennen der UCI-Strassen-Weltmeisterschaften der Profis 1969 und 1972 schied er aus. 1970 wurde er als 27. klassiert, 1971 als 56. In der Tour de Suisse war er fünfmal am Start. 1972 wurde er Vierter des Etappenrennens.